# Сюя Нанахара
Сюя Нанахара (яп. 七原秋也 нанахара сю:я) — ученик номер 15, главный герой романа «Королевская битва» и фильма «Королевская битва 2». Сюя — японский школьник, отобранный для правительственной Программы, согласно которой ученики помещаются на необитаемый остров и вынуждены убивать друг друга, пока не останется один победитель. Автор романа Косюн Таками рассказывал в интервью: «Остальных [персонажей] придумывал по ходу дела, но заранее решил, что будет с основным героем». Автор добавил, что «другие персонажи просто вовлечены в ту же ситуацию, в которой оказался он». В фильме «Королевская битва» роль Сюи исполняет Тацуя Фудзивара.

## Характер
Поначалу Сюя не верит, что его одноклассники действительно будут убивать друг друга, и планирует объединить класс, чтобы придумать какой-то план и бежать с острова. По словам автора манги Масаюки Тагути, «философия Сюи, занимающая центральное положение, очень проста. Я описываю Сюю, как морально нравственную личность, которая понимает и чувствует боль других». Вместе с тем, он добавляет, что «Сюя — глупый, восприимчивый положительный-преположительный герой, который не думает наперед». Рецензент сайта «Прочтение» пишет:
Сюя — стихийный бунтарь, находящий выход своей энергии в рок-музыке. Но его бунтарство не становится идейным революционным порывом. Дружба, любовь, нормальные отношения вне политики и прочей чуши для Нанахары важнее всего".
Сюя — один из немногих персонажей, которые выжили в Программе, но, как замечает рецензент журнала Time, это происходит благодаря удачному стечению обстоятельств, а не инстинкту убийцы.
Сюя очень любит рок-музыку, особенно Брюса Спрингстина и его песню «Born to Run».

## Прошлое
Сюя, чьи родители погибли в автокатастрофе, вырос в католическом приюте для детей-сирот, хотя никогда не отличался особой религиозностью. Там он познакомился с Ёситоки Кунинобу, который стал ему впоследствии лучшим другом. В школе Сюя играл в бейсбол в Лиге юниоров и за свои успехи получил прозвище «звездный бомбардир» и «Дикая Семерка», так как первый иероглиф его фамилии (七) обозначает цифру 7. Так сложилось, что Сюя полюбил рок — запрещённую, «упадническую» музыку, — и тайком играл её на электрогитаре в школьном музыкальном кружке. Он влюбился в высокую и слегка полноватую девочку Кадзуми Синтани (яп. 新谷和美 Синтани Кадзуми), которая была лучшей саксофонисткой в кружке и прекрасно играла рок. Чтобы произвести на неё впечатление, Сюя всё свободное время посвящал игре на гитаре и вскоре стал лучшим гитаристом школьного кружка, а бейсбол забросил. Кроме прочего, его оттолкнула военная дисциплина в команде. Бейсбол считался национальным видом спорта, и если сборная проигрывала на олимпийских играх, всему руководству бейсбольной федерации приходилось совершать сэппуку.